# Óm mani padmé húm

Mantra Om mani peme hung v tibetštině

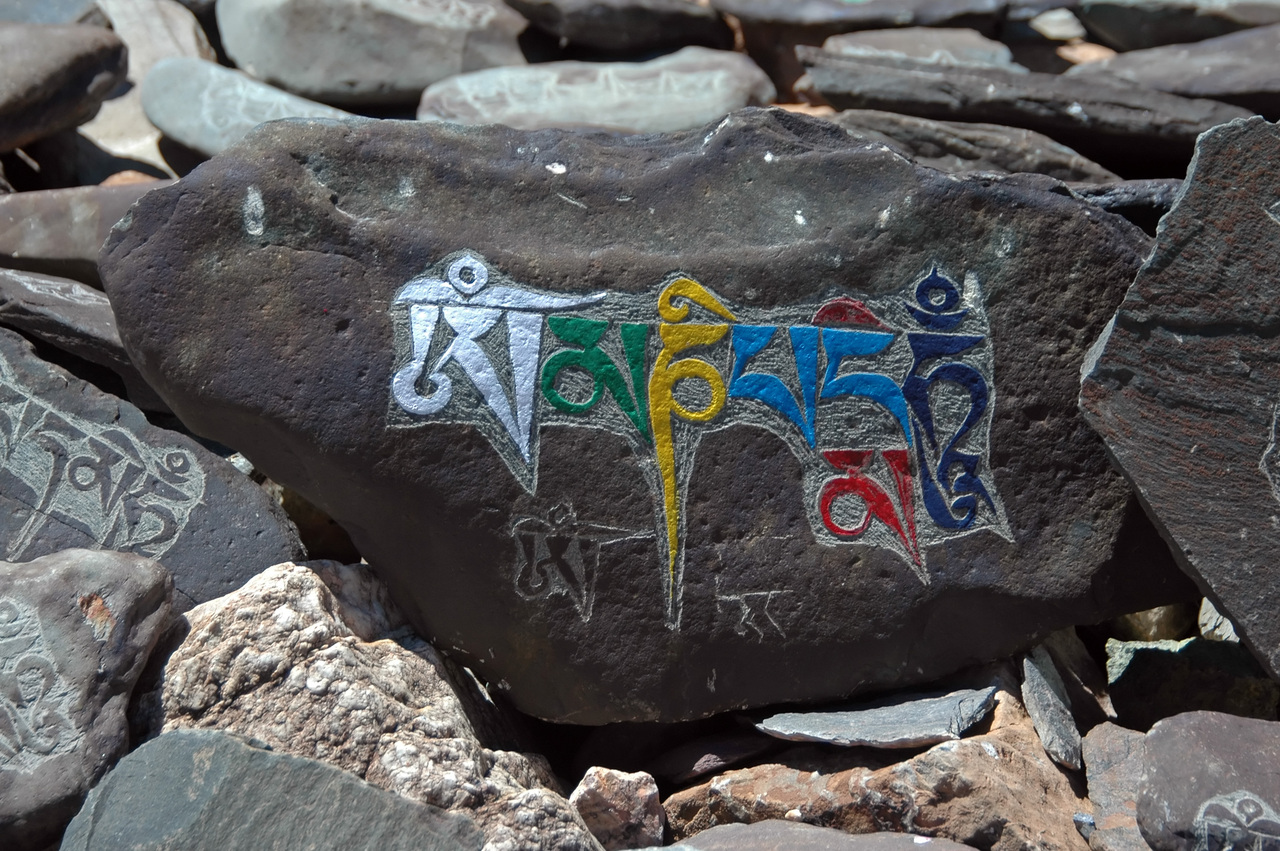
Mantra Om mani peme hung vytesaná do kamene

Óm mani padmé húm (sanskrt ॐ मणि पद्मे हूँ, přesnější transliterací Oṃ Maṇi Padme Hūṃ, IPA: [õːː məɳipəd̪meː ɦũː]) je pravděpodobně nejznámější mantra tibetského buddhismu. Tato mantra transformuje negativní emoce. Óm transformuje pýchu a egoismus, ma žárlivost a závist, ni připoutání a egoistická přání, pad nevědomost a zmatek, mé chamtivost a lakotu a konečně húm nenávist a hněv. K recitování této mantry pro začínajícího praktikujícího není potřeba lung (zasvěcení, pověření) od duchovního učitele. Odříkavat ji může každý, kdo cítí, že to přinese užitek jemu a ostatním cítícím bytostem.
Je to tzv. šestislabičná mantra bódhisattvy soucitu (skt.Avalókitéšvara, tib. Čänräzig). Tato mantra je zvláště spojena s jeho čtyřrukou podobou. Významné postavy tibetského buddhismu jako karmapové, dalajlámové a další jsou považováni za emanace bódhisattvy soucitu, proto je tato mantra často vyrývána do skal a kamenů, psaná na papír a následně jsou těmito papíry plněny meditační mlýnky nebo stúpy.
Pokud jde o čistě jazykový význam, střední část mantry, „manipadmé“, znamená v sanskrtu „šperk v lotosu“ (maṇi – šperk, padma – lotos, lokativ padme); podle jiných výkladů jde o vokativ složeného slova „maṇipadma“ (asi „Šperkolotos“), což je jedno z epitet bódhisattvy Avalókitéšvary. „Óm“ i „húm“ jsou v sanskrtu interjekce bez konkrétního významu, přičemž slabika „óm“ je pokládána za posvátnou.

## Přepis
V různých školách buddhismu se můžeme setkat s různými přepisy této mantry:
- tibetsky ཨོཾ་མ་ཎི་པདྨེ་ཧཱུྃ, Om mani päme hung
- čínsky 唵嘛呢叭咪吽, Ǎn Mání Bāmī Hōng
- mongolsky Ум маани бадми хум, Um maani badmi chum
- vietnamsky Úm ma ni bát ni hồng nebo Án ma ni bát mê hồng
- japonsky オンマニハツメイウン, On Mani Hatsumei Un
- korejsky 옴 마니 파드메 훔, Om Mani Padeume Hum

## Význam
| Slabika | Šest parámit       | Očišťuje             | Samsárická oblast             | Barva   | Symbol buddhovského aspektu         | Přání zrození se v                          |
| ------- | ------------------ | -------------------- | ----------------------------- | ------- | ----------------------------------- | ------------------------------------------- |
| Óm      | Meditace           | pýcha/egoismus       | Bohové tzv. Dévové            | Bílá    | Moudrost                            | Dokonalé říši Potály                        |
| Ma      | Trpělivost         | žárlivost/závist     | Polobohové tzv. Asurové       | Zelená  | Soucit                              | Dokonalé říši Potály                        |
| Ni      | Smysluplné jednání | touha/připoutanost   | Lidské bytosti                | Žlutá   | Tělo, řeč a mysl kvality a aktivity | Sukhávatí                                   |
| Pä      | Moudrost           | Nevědomost/ignorance | Zvířata                       | Modrá   | Vyrovnanost                         | přítomnosti ochránce (Milujících Očí)       |
| Me      | Štědrost           | chudoba/chamtivost   | Hladoví duchové (tib. Pretas) | Červená | Blaženost                           | Dokonalé říši Potály                        |
| Hung    | Píle / Vytrvalost  | agrese/nenávist      | Stavy paranoie                | Černá   | Kvalita soucitu                     | přítomnosti lotosového trůnu Milujících Očí |

### Definice14. dalajlámy

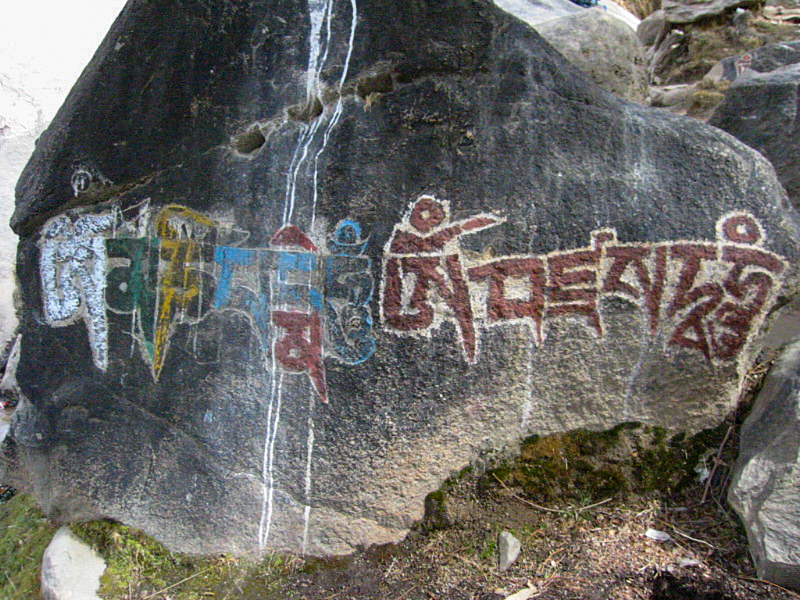
Mantra „Óm mani padmé húm“ napsaná tibetským písmem (vícebarevná písmena vlevo; červená písmena vpravo jsou jiná mantra) na kameni u paláce Potala, tradiční sídlo Dalajlámy v Tibetu

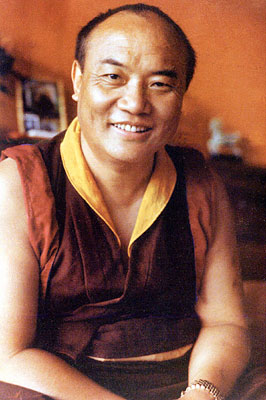
16. karmapa Rangdžung Rigpä Dordže

„Je velice dobré recitovat mantru Om mani peme hung, ale zatímco ji recitujete, je velmi dobré vědět co tato mantra znamená, poněvadž význam šesti slabik je skvělý a široký… První slabika, Óm, symbolizuje nečisté tělo, řeč a mysl praktikujícího, zároveň ale také čisté a dokonalé tělo, řeč a mysl Buddhy […]“
„Cesta je poté vyjasněna následujícími čtyřmi slabikami. Mani, znamenající drahokam, symbolizuje prvky metod: altruistický záměr stát se osvícený pro dobro ostatních, soucit a lásku […]“
„Dvě slabiky, Päme, znamenající lotos, symbolizují moudrost […]“
„Dosažení výsledků osvícení je dosaženo spojením soucitu a moudrosti, což symbolizuje konečná slabika Hung, která znázorňuje neoddělitelnost […]“
„Šest slabik, óm mani päme hung, tedy znamená, že na základě našeho rozvoje na cestě buddhismu můžeme propojením metod soucitu a moudrosti přeměnit naše nečisté tělo, řeč a mysl na čisté a ušlechtilé tělo, řeč a mysl Buddhy […]“

### 16. karmapaRangdžung Rigpä Dordže
V dnešním světě máme tendenci říkat: „Toto jsou mí rodiče, toto je moje země, toto je můj majetek atd.” Z úhlu pohledu dharmy se díváme na všechny bytosti a hluboce si přejeme, aby se osvobodily od utrpení a dosáhly buddhovství. Pokud vytváříme bódhičittu tímto způsobem, praktikujeme přinášení užitku ostatním. Tato myšlenka je naprosto zásadní nejen pro aktivitu dharmy, ale i pro jakoukoliv aktivitu v našem životě.
Pokud si myšlenku přinášení užitku ostatním udržíme a řekneme pouze jednou mantru ÓM MANI PÄME HUNG, pak to napomůže k jejich osvobození od utrpení a pomůže jim to rozvinout buddhovství.

### Guru rinpočhe(Padmasambhava)

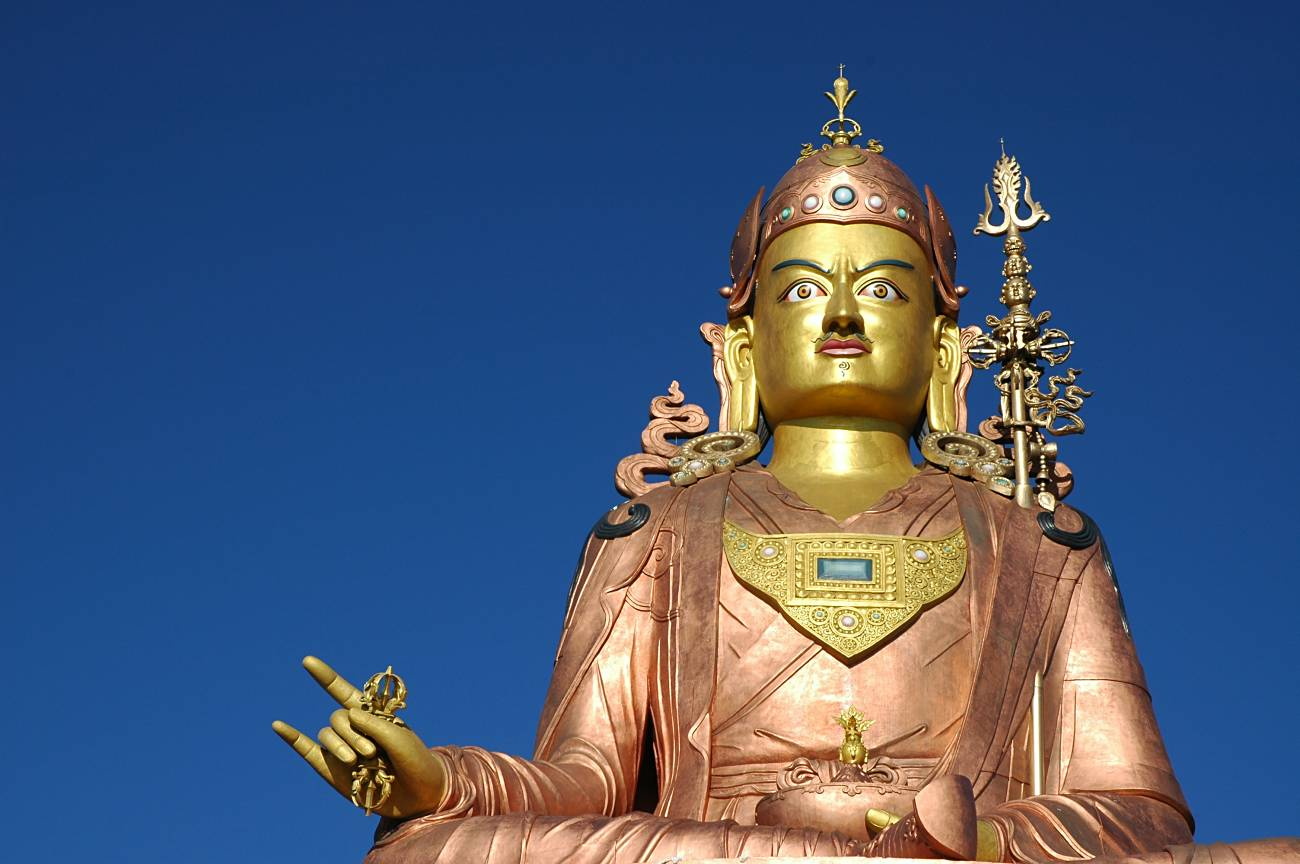
Velká socha Gurua rinpočheho v Sikkimu, Indie

„ÓM MANI PÄME HUNG je podstatou Avalókitéšvara,

takže zásluhy za jediné vyslovení jsou nevyčíslitelné.
Z jediného sezamového semínka jich může vzejít mnoho,

ale zásluha za jediné vyslovení šesti slabik je ještě větší.
Je možné jednu po druhé spočítat kapky vody v ohromném oceánu,

ale zásluhy za jediné vyslovení šesti slabik jsou bez konce.
Je možné spočítat každý chlup na těle všech zvířat, která existují,

ale zásluhy za vyslovení šesti slabik spočítat nelze.

ÓM MANI PÄME HUNG.
Je možné spočítat zásluhy za postavení stúpy,

stvořené ze sedmi drahocenných substancí

a vyplněné relikviemi buddhů všech světových systémů,

a za neustálé skládání darů k ní,

ale zásluhy za vyslovení šesti slabik není možné vyjádřit.“